# 카스텔마다마
카스텔마다마(이탈리아어: Castel Madama)는 이탈리아 라치오주 로마현에 위치한 코무네다. 로마로부터 동쪽 30km 거리에 있다.

## 자매 도시
- 벨기에 아우데나르더
- 스페인 라로다데안달루시아